# Majuro
Majuro (phát âm là / mædʒəroʊ /), dân số 25.400 người (thời điểm cập nhật 2004), là thủ đô và thành phố lớn nhất của Cộng hòa Quần đảo Marshall. Được xây dựng trên một đảo san hô vòng trong quần đảo gồm 64 hòn đảo, đảo san hô Majuro, Majuro có một cảng, khu mua sắm, khách sạn và sân bay quốc tế. Các trung tâm dân cư chính là các cộng đồng D-U-D: các đảo của Delap-Uliga-Djarrit (liệt kê từ nam đến bắc, trên bờ phía đông của đảo). Uliga là khu kinh doanh chính, và ngân hàng và du lịch đang ngày càng quan trọng. Uliga là nơi có Trường Cao đẳng Quần đảo Marshall, Assumption High School, và Trường tiểu học Uliga nơi tiếng Anh được dạy cho tất cả học sinh. Các văn phòng chính phủ được đặt tại Delap, và nằm ở điểm phía đông của đảo san hô Majuro là xây dựng thủ đô cho quần đảo Marshall. Delap cũng có một số cửa hàng lớn. Về phía cuối phía tây của đảo, khoảng 30 dặm từ D-U-D bằng đường bộ, là cộng đồng đảo Laura, một khu dân cư đang tăng trưởng với một bãi biển nổi tiếng. Laura có điểm cao nhất trên đảo, ước tính ít hơn 10 feet trên mực nước biển. Laura có đất tốt nhất cho trồng trọt và có một số trang trại.
Các đảo chính nó có một diện tích chỉ 3,75 sq mi (9,7 km²), nhưng bao quanh một đầm phá của 113,92 dặm Anh vuông (295 km²). Cơm dừa khô (dầu dừa) là một trong những hàng xuất khẩu chính trong quần đảo Marshall, và nhận được chuyến hàng chở cùi dừa từ hầu hết các đảo san hô vòng nhỏ dân cư xung quanh khu vực. Câu cá thể thao khá phổ biến ở đây, và các thợ lặn dưới nước thích tới khu vực này. Majuro và Kwajalein phục vụ như các trung tâm vận chuyển cho quần đảo Marshall, cho cả dịch vụ hàng không và vận chuyển tàu biển, mặc dù Majuro là được sử dụng nhiều hơn vì tình trạng quân sự hạn chế của Kwajalein.
Trong thế chiến 2, ngày 30/1/1944, quân đội Hoa Kỳ đã xâm chiếm Majuro do Nhật đang chiếm đóng.